# Saburō Ienaga
Saburō Ienaga (家永三郎, Ienaga Saburō), né le 3 septembre 1913 et mort le 29 novembre 2002, est un enseignant, historien et historien de l’art japonais, ainsi qu’un militant pacifiste et pour la liberté d’expression. Il a été nommé pour le prix Nobel de la paix en 2001.

## Biographie
Saburō Ienaga naît à Nagoya dans la préfecture d’Aichi et passe une enfance de pauvreté après la mort précoce de son père, soldat. Diplômé en littérature à l’Université impériale de Tokyo, il devient enseignant de lycée à Niigata, où sa fonction l’oblige à contribuer à la propagande menée par l’empire du Japon auprès des enfants. Il se plonge à cette époque dans l’étude de l’histoire de l’art et du bouddhisme qu’il a découverts et appréhendés à l’université,. Ses travaux sur la peinture yamato-e lui valent le prix impérial de l'Académie japonaise en 1948.
Au lendemain de la Seconde Guerre mondiale, Ienaga entame la rédaction de manuels scolaires présentant sans détour les crimes de guerre du Japon tels que le massacre de Nankin ou les expériences sur l’humain de l’Unité 731. Alléguant des inexactitudes historiques, le ministère de l’Éducation soumet systématiquement ses textes à une censure partielle. Cette situation pousse Ienaga à assigner trois fois l’État en justice (1965, 1967, 1982) pour contester son contrôle sur le contenu des manuels scolaires qu’il juge anticonstitutionnel. Ienaga perd ses deux premiers procès. Quant au troisième, les tribunaux lui donnent raison en 1997 sur la censure de faits historiques, mais confirment sur le fond le droit du ministère à contrôler le contenu des manuels scolaires, en regard à la loi et la Constitution,. Cependant, la publicité que connaissent ses divers procès sur quelque trente années contribue à obtenir du ministère une réforme de son fonctionnement dans les années 1990, si bien que la plupart des manuels mentionnent désormais les principales zones d’ombre de l’histoire de l’empire du Japon,.
Professionnellement, il écrit de nombreux livres sur l’histoire et l’art, et enseigne à l’université d'éducation de Tokyo puis à l’université Chūō. 
Il meurt d’un arrêt cardiaque à Tokyo.

## Principales publications
- Ichi rekishi gakusha no ayumi, Sanseidō, 1967 ; traduit en anglais sous le titre Japan’s Past, Japan’s Future: One Historian’s Odyssey (Rowman & Littlefield, 2001)
- Taiheiyō sensō, Iwanami Shoten, 1968 ; traduit en anglais sous le titre The Pacific War, 1931–1945 (Pantheon Books, 1978)
- « The Glorification of War in Japanese Education », International Security, volume 18, numéro 3, hiver 1993/94, p. 113-133
- Yamato-e, Heibonsha, 1969 ; traduit en anglais sous le titre Painting in the Yamato style (Weatherhill, 1973)
- Japanese art: a cultural appreciation (Weatherhill, 1979)
- Le développement d'une logique de la négation dans l'histoire de la pensée japonaise (1938-1940), traduit du japonais et préfacé par Hiroshi Matsuzaki (ja) et Bruno Smolarz (éditions de la Toison d'Or, 2006)